# En Gedi
En Gedi o Ein Gedi (pron. En Ghedi; in ebraico: עֵין גֶּדִ, lett. Sorgente del capretto) è un'oasi posta sulla sponda occidentale del mar Morto, in Israele.

## Storia
Per via del suolo estremamente fertile, l'intera zona è stata abitata sin dal calcolitico e se ne trova traccia anche nella Bibbia. Tra il VII secolo a.C. e il IV secolo d.C. furono creati, dagli abitanti, dei moderni sistemi volti ad irrigare i campi sfruttando a pieno la capacità acquifere dell'oasi. Durante il regno di Alessandro Ianneo fu un importante centro amministrativo. Successivamente, la località fu conquistata da Erode il Grande. Svolse un importante ruolo nel corso della seconda guerra giudaica: nell'oasi, infatti, trovarono rifugio gli insorti, di cui essa divenne centro strategico.
Nel 1953 è stato creato un importante kibbutz.

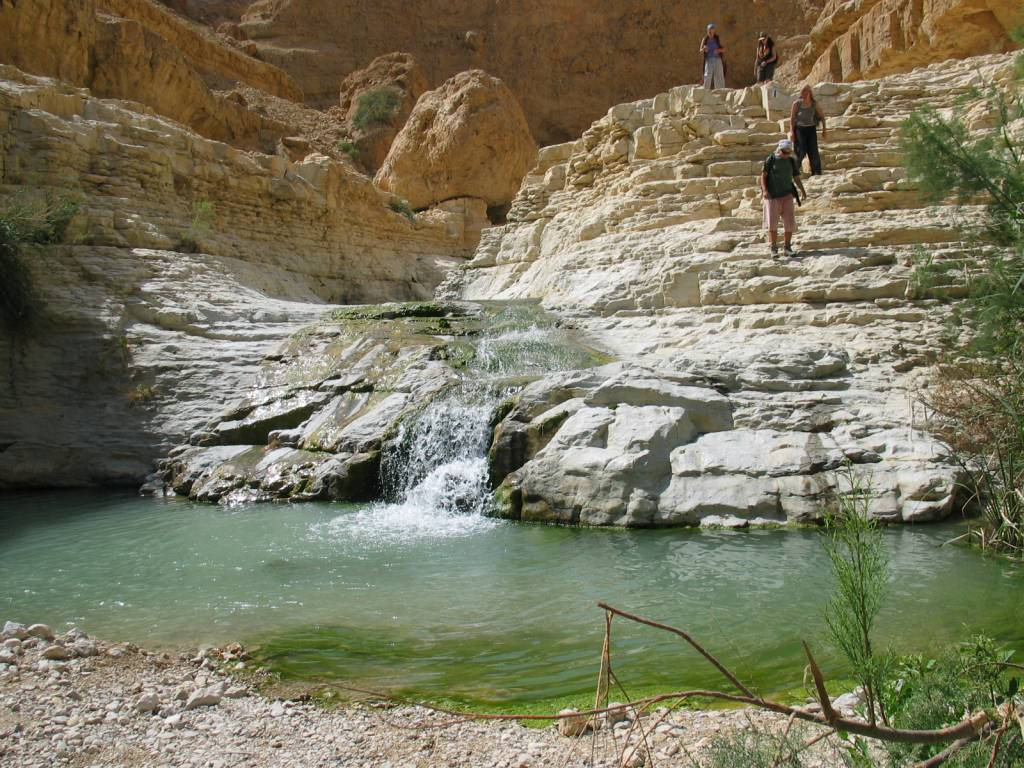
Nahal Arugot

## Il parco nazionale
Dal 1972 è divenuto parco nazionale, al fine di tutelare il ricco ecosistema del luogo. Sono stati predisposti dei sentieri per esplorare l'intera zona.
Degna di nota è la cascata di Davide: la sorgente maggiormente importante del parco che cade da una cascata alta diverse decine di metri.

## Le scoperte archeologiche
Nell'oasi sono presenti numerose grotte naturali. In tali siti sono stati ritrovati dei frammenti di passi dell'Antico testamento. Sono state scoperte, inoltre, delle anfore del VII secolo a.C. e i resti di una sinagoga del V-VI secolo a.C.: sinagoga a tre navate con parte di mosaici che riportano figure animali e floreali.